# Classifica dei club europei di pallacanestro
La Classifica dei club europei di pallacanestro della Euroleague Basketball è determinata dai risultati dei club di basket professionistici dell'Eurolega e dell'Eurocup nelle tre stagioni precedenti, escluse le gare di qualificazione.
I club ricevono due punti per una vittoria e un punto per una sconfitta. Non vengono presi in considerazione i risultati delle qualificazioni. I club ricevono anche 2 punti bonus se raggiungono le Top 16 dell'Eurocup, 2 punti bonus per i quarti, un punto bonus per le semifinali e un punto bonus per la finale.
In caso di parità, prevale il club con più vittorie nelle ultime tre stagioni. Se la parità persiste, la classifica dell'ultima stagione di Eurolega o EuroCup determinerà le posizioni.

## Classifica attuale
La classifica è aggiornata al 13 aprile 2019.	 
| Posizione 2019 | Posizione 2018 | +/- | Squadra              | Nazionalità | 2016–17 | 2017–18 | 2018–19 | Punti | LC |
| -------------- | -------------- | --- | -------------------- | ----------- | ------- | ------- | ------- | ----- | -- |
| 1              | 1              | —   | CSKA Mosca           | Russia      | 66      | 68      | 58      | 192   | 1  |
| 2              | 2              | —   | Fenerbahçe           | Turchia     | 64      | 67      | 59      | 190   | 2  |
| 3              | 3              | —   | Real Madrid          | Spagna      | 67      | 66      | 56      | 189   | 3  |
| 4              | 4              | —   | Olympiakos           | Grecia      | 66      | 58      | 47      | 171   | 4  |
| 5              | 6              | +1  | Panathīnaïkos        | Grecia      | 56      | 58      | 50      | 164   | 5  |
| 6              | 5              | −1  | Saski Baskonia       | Spagna      | 54      | 55      | 49      | 158   | 6  |
| 6              | 7              | +1  | Žalgiris Kaunas      | Lituania    | 46      | 63      | 49      | 158   | 7  |
| 8              | 11             | +3  | Anadolu Efes         | Turchia     | 58      | 39      | 54      | 151   | 8  |
| 9              | 9              | —   | Darüşşafaka          | Turchia     | 55      | 47      | 37      | 139   | —  |
| 9              | 16             | +7  | Valencia             | Spagna      | 47      | 44      | '47     | 138   | —  |
| 9              | 10             | +1  | Barcellona           | Spagna      | 44      | 43      | 52      | 139   | 9  |
| 12             | 21             | +9  | Maccabi Tel Aviv     | Israele     | 42      | 45      | 46      | 133   | 10 |
| 13             | 17             | +4  | Olimpia Milano       | Italia      | 40      | 42      | 46      | 128   | 11 |
| 14             | 15             | +1  | Málaga               | Spagna      | 41      | 45      | 35      | 121   | —  |
| 15             | 19             | +4  | Bayern Monaco        | Germania    | 34      | 42      | 46      | 122   | —  |
| 16             | 8              | −8  | Lokomotiv Kuban'     | Russia      | 33      | 48      | 37      | 118   | —  |
| 16             | 13             | −3  | Chimki               | Russia      | 32      | 55      | 41      | 118   | —  |
| 18             | 20             | +2  | UNICS Kazan'         | Russia      | 40      | 35      | 42      | 117   | —  |
| 19             | 12             | −7  | Stella Rossa         | Serbia      | 46      | 43      | 26      | 115   | —  |
| 20             | 22             | +2  | Gran Canaria         | Spagna      | 31      | 31      | 40      | 102   | —  |
| 21             | 25             | +4  | Alba Berlino         | Germania    | 21      | 26      | 46      | 93    | —  |
| 22             | 23             | +1  | Zenit S. Pietroburgo | Russia      | 29      | 34      | 24      | 87    | —  |
| 23             | 14             | −9  | Bamberger            | Germania    | 42      | 39      | 0       | 81    | —  |
| 24             | 18             | −6  | Galatasaray          | Turchia     | 43      | 24      | 13      | 80    | —  |
| 25             | 29             | +4  | Rytas Vilnius        | Lituania    | 22      | 25      | 30      | 77    | —  |
| 25             | 30             | +5  | Budućnost            | Montenegro  | 8       | 31      | 38      | 77    | —  |
| 27             | 24             | −3  | Cedevita Junior      | Croazia     | 24      | 23      | 23      | 70    | —  |
| 28             | 30             | +2  | ASVEL                | Francia     | 0       | 28      | 36      | 64    | —  |
| 29             | -              |     | Andorra              | Spagna      | 0       | 13      | 39      | 52    | —  |
| 30             | 26             | −4  | H. Gerusalemme       | Israele     | 37      | 12      | 0       | 49    | —  |